# Sándor Erdély

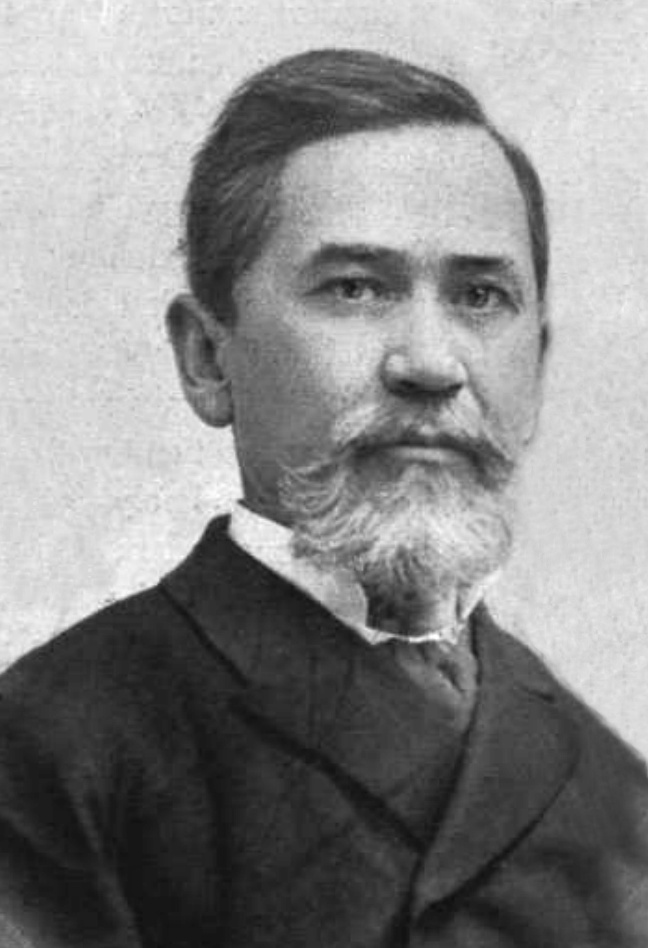
Sándor Erdély

Sándor Erdély (Köröskisjenő, 1 augustus 1839 - Boedapest, 15 mei 1922) was een Hongaars politicus en jurist die van 1895 van 1899 de functie van minister van Justitie uitoefende in de regering-Bánffy.